# Bering Air

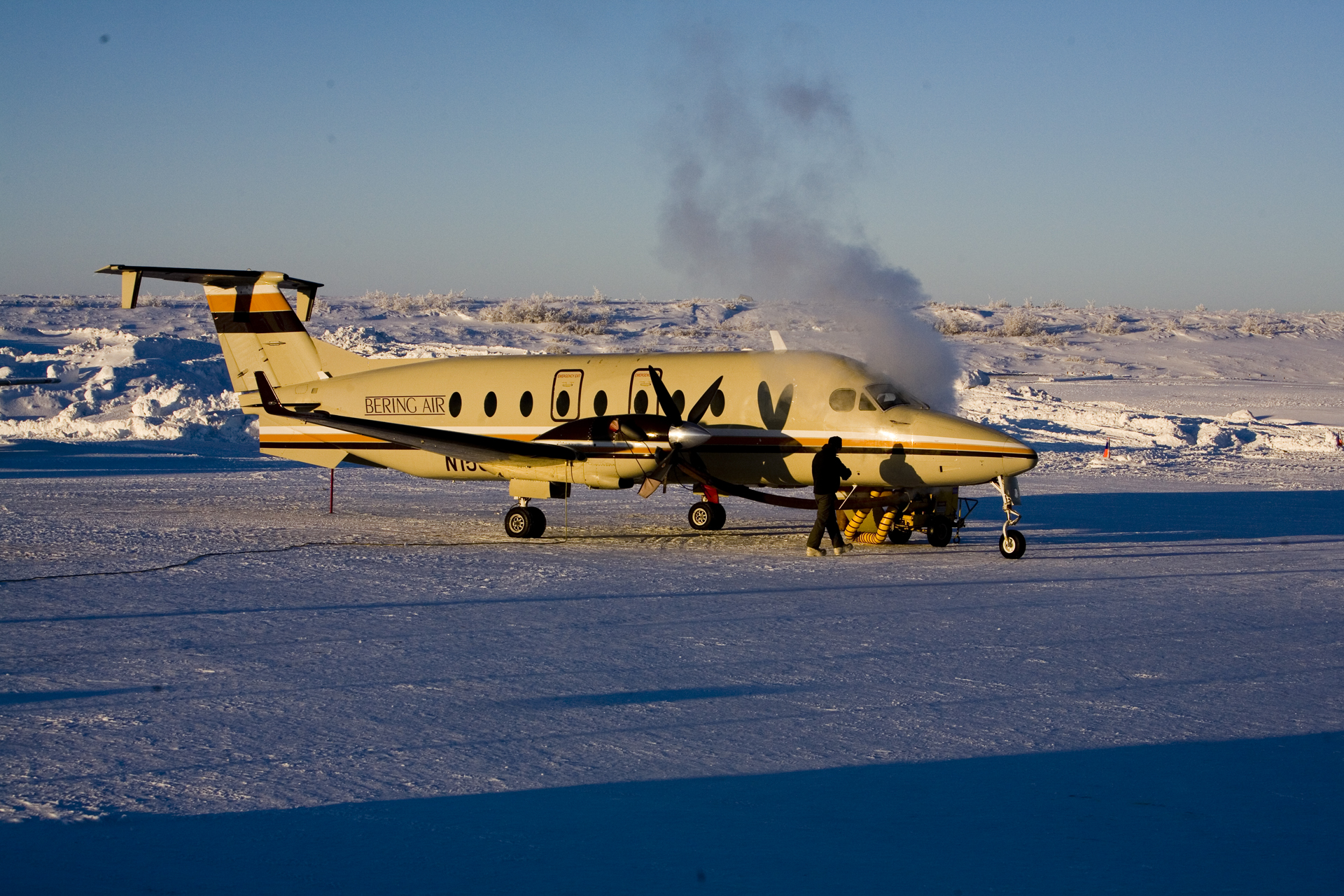
Beechcraft 1900D авіакомпанії Bering Air в Аеропорту Ном

Bering Air — регіональна авіакомпанія Сполучених Штатів Америки зі штаб-квартирою в місті Ном, штат Аляска, виконує регулярні і чартерні внутрішні пасажирські перевезення, надає послуги з вертолітного транспортного забезпечення та забезпечення роботи служб мобільного швидкої медичної допомоги (санітарна авіація).
Базовим аеропортом і головним транзитним вузлом (хабом) авіакомпанії є Аеропорт Ном, як додаткові хаби використовуються Аеропорт імені Ральфа Вайена і Аеропорт Уналакліт.

## Історія
Авіакомпанія Bering Air була заснована у вересні 1979 року і початку операційну діяльність 3 жовтня того ж року. Компанія була утворена приватними інвесторами Джеймсом Роу і Крістін Роу і в даний час перебуває у їх приватній власності.
У березні 2007 року в штаті авіакомпанії працювало 95 співробітників.

## Флот
Станом на грудень 2009 року повітряний флот авіакомпанії Bering Air складали наступні літаки:
- 2 Beechcraft 1900D,
- 2 Beechcraft King Air,
- 6 Piper Navajo,
- 6 Cessna Grand Caravan,
- 1 CASA C-212 Aviocar вантажний,
- 2 Cessna 207
- 2 Robinson R-44 — вертольоти.

## Маршрутна мережа
Авіакомпанія здійснює пасажирські і вантажні перевезення з аеропортів Ном, Коцебу та Уналакліта в пункти призначення США, Канади та Російської Федерації.

### Внутрішні рейси
Bering Air обслуговує 32 аеропорту в західній частині штату Аляска, використовуючи транзитні вузли в аеропортах Ном, Коцебу та Уналакліт:

1. Амблер (ABL) — Аеропорт Емблер
2. Бревіг-Мішн (KTS) — Аеропорт Бревіг-Мішн
3. Бакленд (BKC) — Аеропорт Бакленд
4. Кейп-Лісберн (LUR) — Аеропорт Кейп-Лісберн LRRS
5. Каунсіл (CIL) — Аеропорт Каунсіл
6. Дірінг (DRG) — Аеропорт Дірінг
7. Елім (ELI) — Аеропорт Елім
8. Гамбелл (GAM) — Аеропорт Гамбелл
9. Головін (GLV) — Аеропорт Головін
10. Кайана (IAN) — Аеропорт імені Боба Бейкера
11. Ківаліна (KVL) — Аеропорт Ківаліна
12. Кобук (OBU) — Аеропорт Кобук
13. Коцебу (OTZ) — Аеропорт імені Ральфа Вайена
14. Коюк (KKA) — Аеропорт Койук імені Альфреда Адамса
15. Литтл-Дайомід (DIO) — Аеропорт Дайомід-Айленд (тільки в зимовий час на снігове покриття)
16. Ноатак (WTK) — Аеропорт Ноатак
17. Ном (OME) — Аеропорт Ном
18. Нурвік (ORV) — Аеропорт імені Роберта Кертіса
19. Пойнт-Хоуп (PHO) — Аеропорт Пойнт-Хоуп
20. Порт-Кларенс (KPC) — База берегової охорони Порт-Кларенс
21. Сент-Майкл (SMK) — Аеропорт Сент-Майкл
22. Савунга (SVA) — Аеропорт Савунга
23. Селавік (WLK) — Аеропорт Селавік
24. Шактулік (SKK) — Аеропорт Шактулік
25. Шишмарьов (SHH) — Аеропорт Шишмарьов
26. Шангнак (SHG) — Аеропорт Шангнак
27. Стеббінс (WBB) — Аеропорт Стеббінс
28. Теллер (TLA) — Аеропорт Теллер
29. Тін-Сіті (TNC) — Аеропорт Тін-Сіті LRRS
30. Уналакліт (UNK) — Аеропорт Уналакліт
31. Уельс (WAA) — Аеропорт Уельс
32. Уайт-Маунтін (WMO) — Аеропорт Уайт-Маунтін

### Міжнародні рейси
Авіакомпанія Bering Air виконує чартерні рейси з аеропорту Ном і Міжнародного аеропорту Анкоридж імені Теда Стівенса в Анадир і Провидіння на Далекому Сході Росії.